# 英華女學校

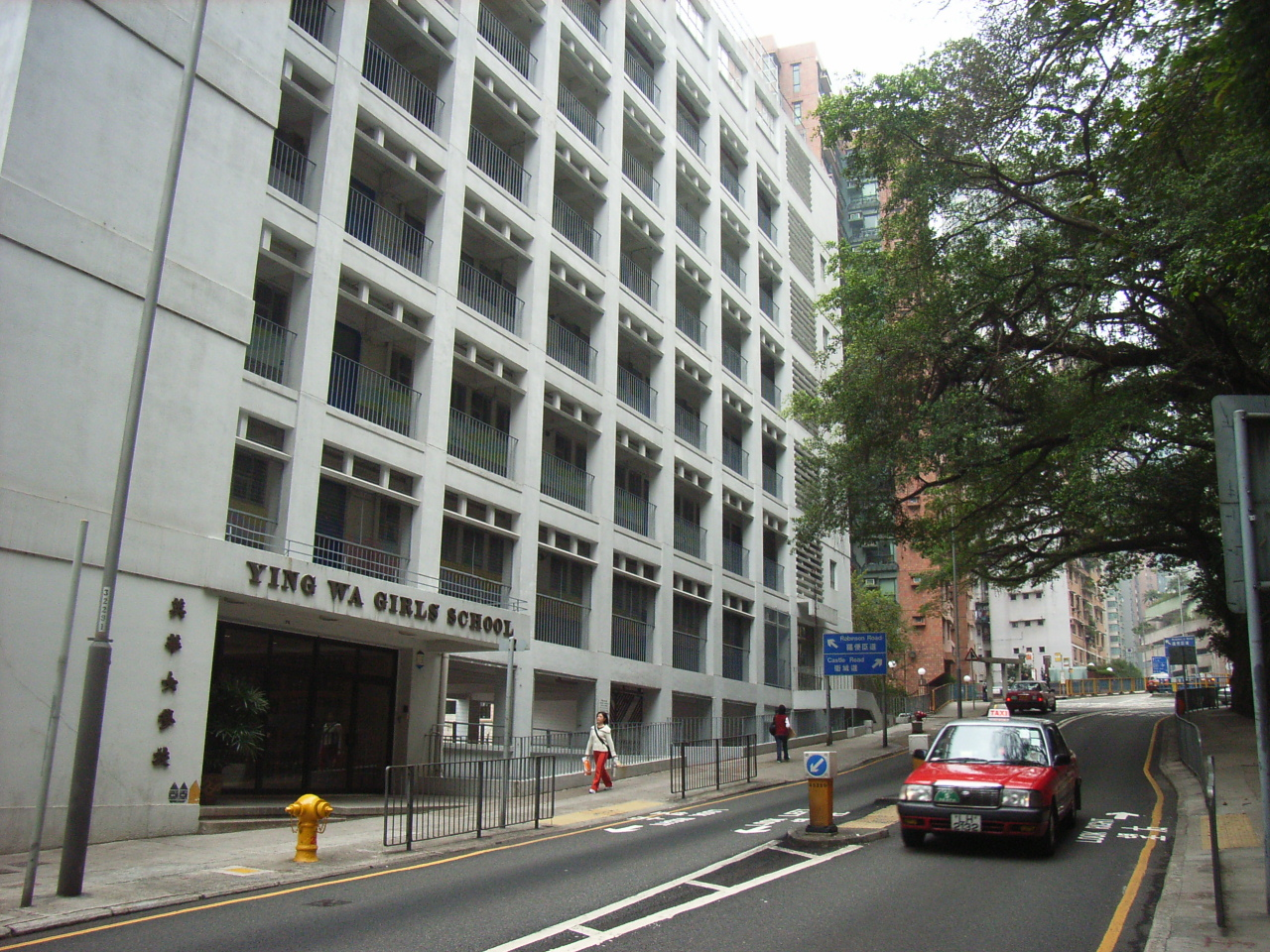
重建前的英華女學校

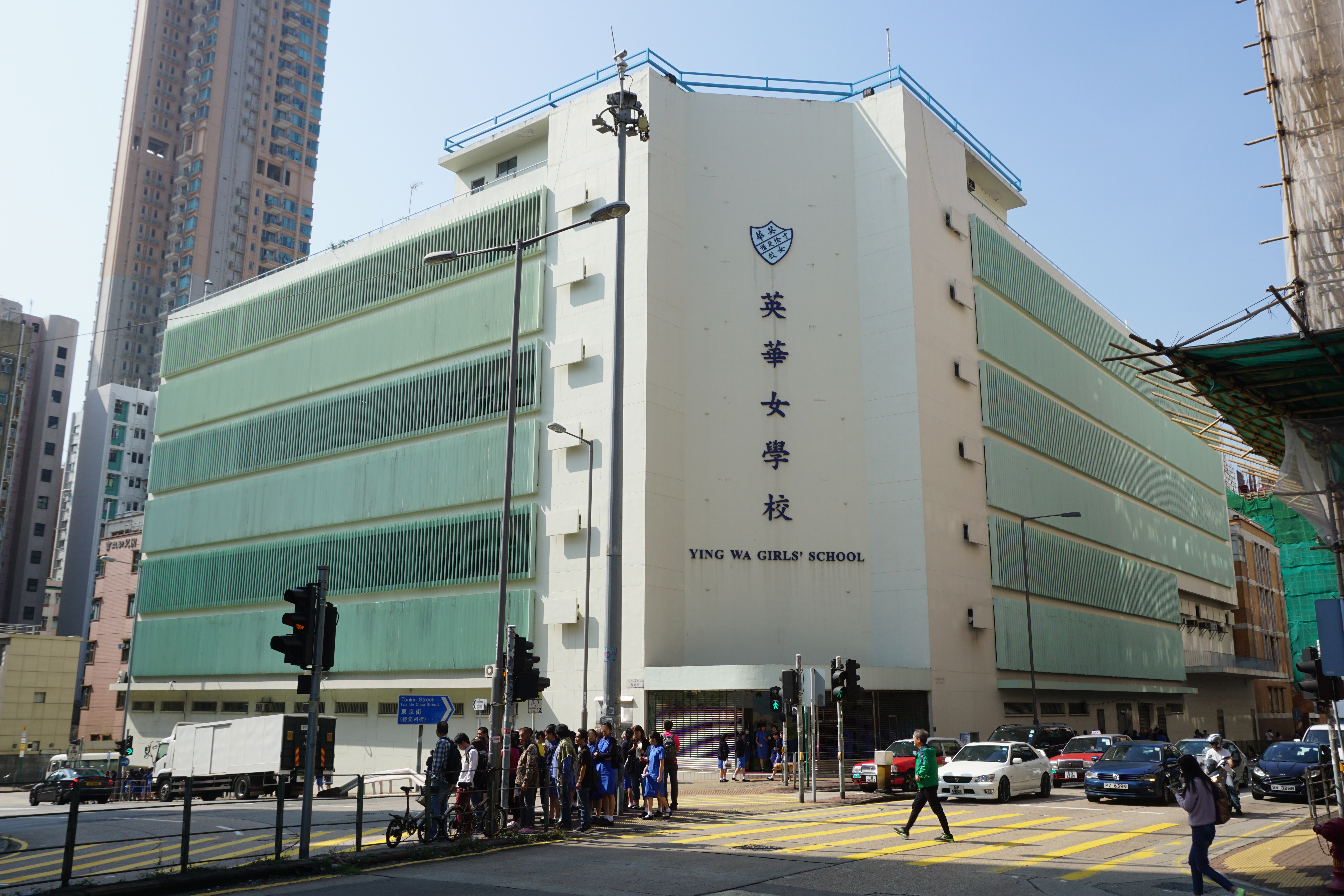
原址重建期間，暫借深水埗德貞女子中學舊校舍

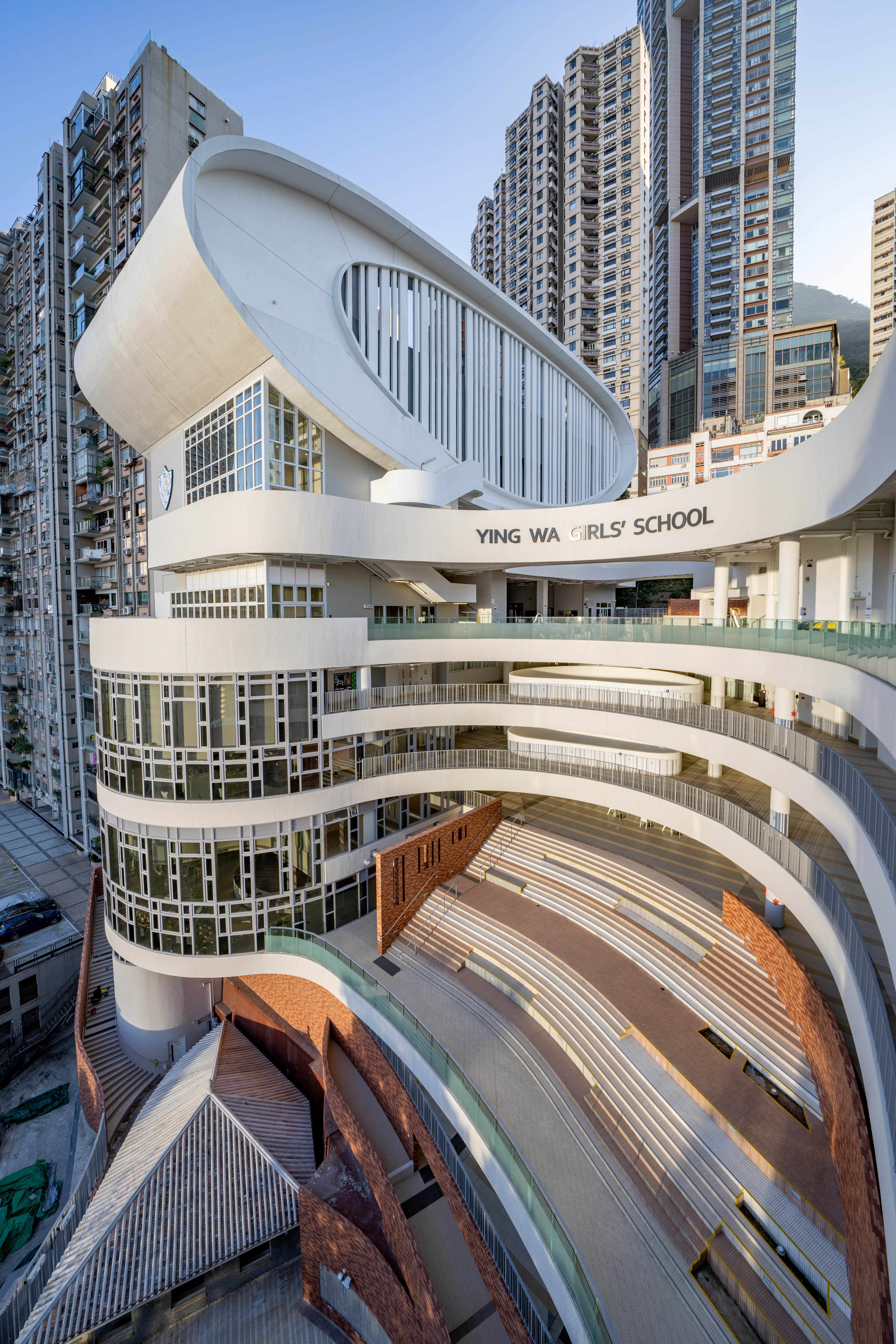
羅便臣道新校舍

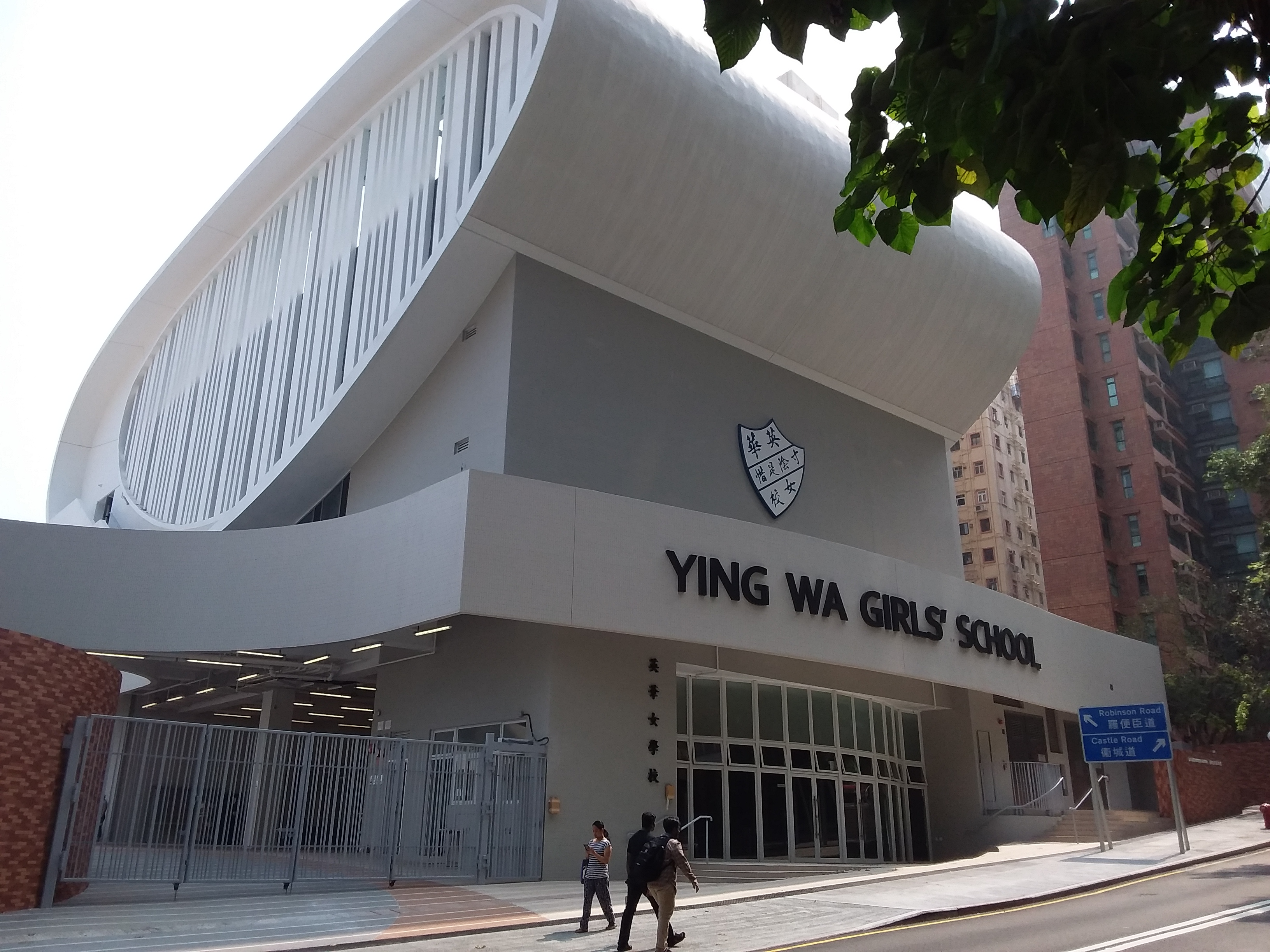
羅便臣道新校舍

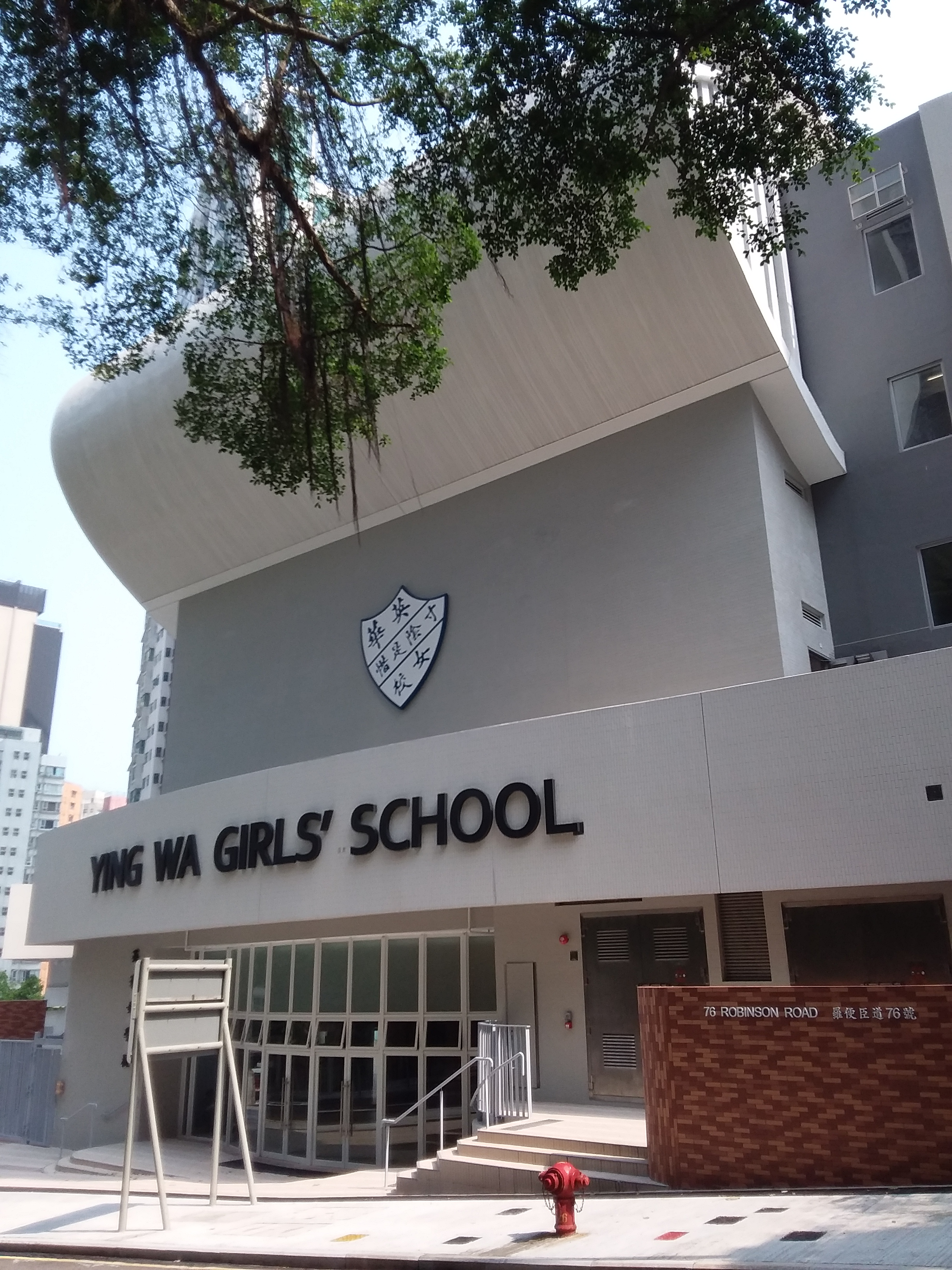
羅便臣道新校舍

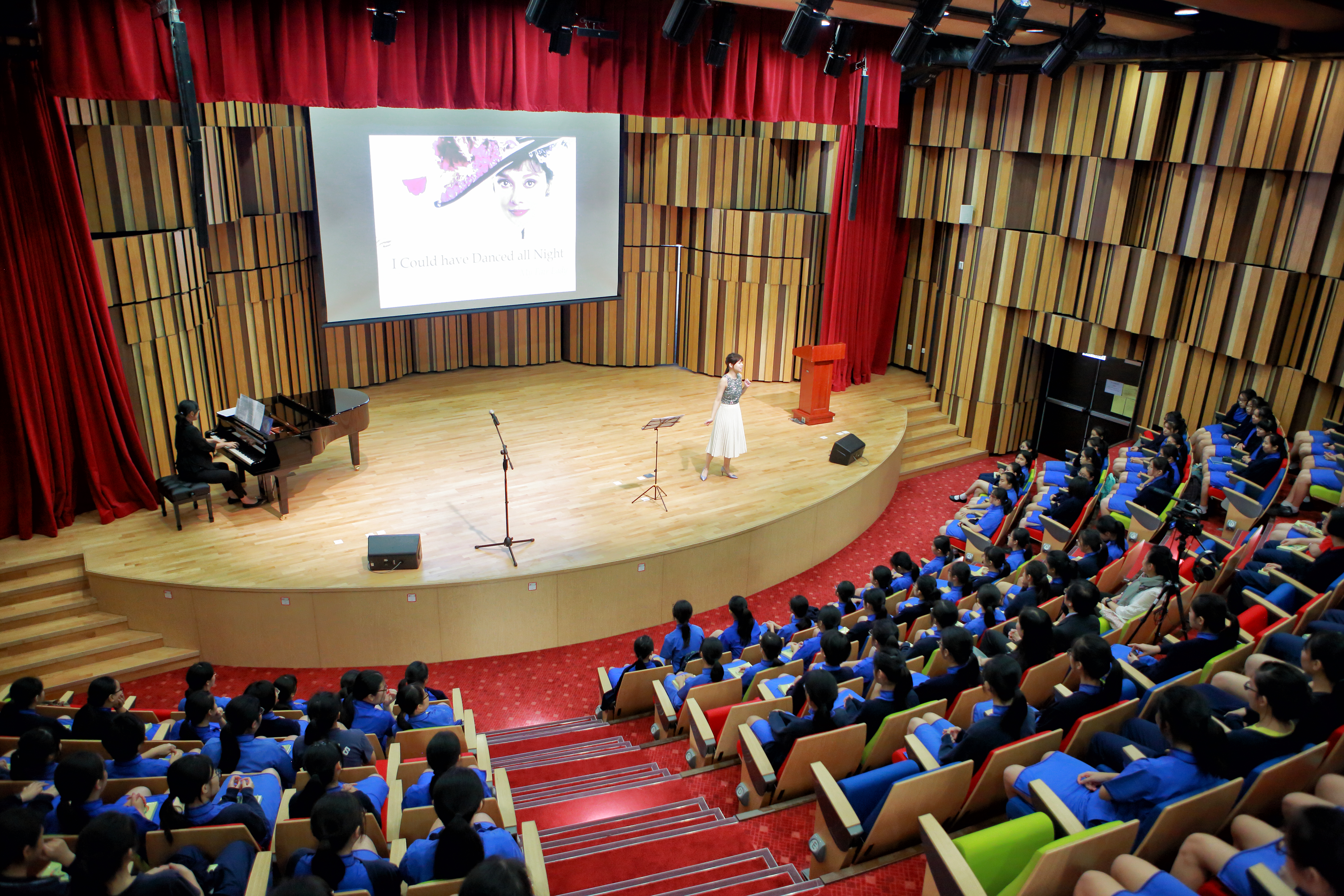
蘇周艷屏紀念堂

英華女學校（英語：Ying Wa Girls' School）創立於1900年2月，是倫敦傳道會旗下的女子津貼中學，現由屬下的中華基督教會香港區會負責管理，全校學生人數約860人。為香港補助學校議會22所補助學校之一，故被坊間稱為香港教會主辦的22間「傳統名校」之一。英華女學校主要授課語言為英語，採用長衫為校服。

## 校政管理
歷任校監
- 1967年：蕭覺真 女士 MBE（Vera Silcocks MBE）
- 1967年至1973年：潘頓 牧師
- 1973年至1985年：汪彼得 牧師
- 1985年至1998年：李清詞 牧師
- 1998年至2021年：胡丙杰 牧師
- 2021年至今：蘇成溢 牧師

歷任校長
- 1900年至1920年：牒喜蓮 女士（Helen Davies）
- 1920年至1925年：樂慕潔 女士（Muriel Hogben）
- 1925年至1939年：夏靜怡 女士（Dorothy Hutchinson）
- 1939年至1967年：蕭覺真 女士 MBE（Vera Silcocks MBE）
- 1967年至1972年：鄭美蓮 女士（Evelyn Jenkins）
- 1972年至2001年：周馬佩堅 女士（Katherine Chau）[5]
- 2001年至2015年：李石玉如 女士（Ruth Lee）
- 2015年至2025年：關翰章 先生（Francis Kwan）
- 2025年：祝慧勤 女士（Tiffany Chuk）

## 歷史
英華女學校在1900年由倫敦傳道會傳教士牒喜蓮（Helen Davies）創立（當時位於灣仔道）。1900年2月，英華女學校第一座校舍建成啟用，取名為「英華高等女學堂」（Training Home）。創校時學生名額34人，主要是寄宿生。1911年創辦二年制幼稚園。1915年開設中學。1948年成立學生幹事會，是全香港最早有學生會的其中一間學校。1967年轉為全中學制。英華女學校設有家長教師會。
2009年底，獲教育局支持學校原址重建，並將附近之前那打素醫院舊址納入擴建範圍。重建工程於2014年展開，是巴馬丹拿建築事務所的設計項目，2019年3月遷回羅便臣道新校舍。

### 1926 古蹟校舍
校園下方近卑利士道為英華女學校前幼稚園校舍，現稱1926古蹟校舍（1926 Heritage Block）。校舍為一所不規則五邊形小屋，呈英式工藝美術運動風格，屋頂四邊則飾以中式雙筒雙瓦，建於1926年作幼稚園校舍之用，為香港首間幼稚園專用校舍（英華幼稚園創辦於1911年，亦為香港首間現代幼稚園），直至1963年幼稚園停辦後廢棄作儲物之用。

### 重建計劃
英華女學校原校舍建於1953年，由於校園設施不符合標準而且校舍殘舊，經常需要修葺，因此於2009年宣布重建計劃，起初計劃斥資3.6億港元重建，改善學校環境。重建後的校舍將設置30間課室、多間特別室、小組教學室、禮堂、舞台、操場等設施。後來由於需要重新招標，政府增加撥款至4.327億港元，最終工程費用升至6.53億港元。舊英華幼稚園校舍在本地歷史研究者陳天權等社會人士及校友關注後獲得保留，納入重建計劃一併活化。2010年9月20日，古物諮詢委員會擬議將英華幼稚園校舍列為三級歷史建築。
2012年9月起，英華女學校暫時借用深水埗前德貞女子中學校舍上課，以便原址進行重建工程。新校舍於2015年3月奠基，至2019年3月啟用新校舍。重建計劃完成後在2023年3月9日會議上確定評級。2024年，1926 古蹟校舍重修為校史館，展出不同年代的校史文物。

### 關聯學校
英華女學校與位於九龍的英華書院為姊妹學校，屬同一辦學教會倫敦傳道會；兩校不但同以英華為校名及經常舉辦聯校活動，雙方的校長亦是對方的校董會成員之一。

## 公開考試佳績
自創校以來，英華女學校共產生5位公開考試狀元：
香港中學會考「9A狀元」
- 1983年：甘綺翠，當年中學會考總分全港第一，獲「香港中英學術基金會學者聯會」「Hong Kong Sino-British Fellowship Trust Scholars' Association」頒發「莫鳳麟獎學金」「Charles Frankland Moore Award」，於香港大學修讀理學士及工商管理碩士。[17][18]
- 1983年：梁曼屏，獲劍橋大學香港校友會菲臘親王獎學金，於劍橋大學修讀自然科學。[17][19]

香港高級程度會考「5A狀元」
- 2010年：彭凱琪，於香港大學修讀社會科學學士(政治學與法學)及法學士(雙學位課程)。[20]

香港中學文憑考試「7科5**狀元」（在甲類科目中至少3個選修科及4個核心科獲得5**成績）
- 2013年：黃雅頤，於香港中文大學修讀環球商業學。[21]
- 2024年：劉翯悠（超級狀元），於英國亞伯丁大學修讀內外全科醫學士。 [22][23][24]

## 爭議

### HKG報女學生影片事件
2019年6月香港《逃犯條例修訂草案》風波期間，香港建制派網絡媒體《HKG報》播出的一段標題為《香港學校內在發生什麼？請聽這位英華女生的勇敢控訴！》的影片。校方則在回應事件時強調該校保持持平而開放的立場，容讓師生於課堂內外發表不同意見，過往也曾邀請過其他政治立場的公眾人物來做講座。

### 《給十九歲的我》事件
在《給十九歲的我》正式上映不久後，便有受訪學生向明報周刊指出學校和製作方漠視其不願將此片公開上映的要求。在諸多爭議之下，導演張婉婷於2月5日在電影謝票活動中宣佈本影片自2月6日起暫停公映。

## 外部連結
- 英華女學校官方網頁 （页面存档备份，存于）
- 英華女學校 - 香港教育城 （页面存档备份，存于）
- 英華女學校 - Lifein.hk （页面存档备份，存于）
- 立法會工務小組委員會討論文件 - 香港羅便臣道英華女學校重建計劃 （页面存档备份，存于）

22°16′58″N 114°08′50″E / 22.2826455°N 114.14721°E